# Kvarnsjön (Ucklums socken, Bohuslän, 644328-127433)
Kvarnsjön är en sjö i Stenungsunds kommun i Bohuslän och ingår i Göta älv-Bäveåns kustområde. Sjön är 14 meter djup, har en yta på 0,219 kvadratkilometer och är belägen 104,4 meter över havet. Sjön avvattnas av vattendraget Anråse å (Lerån).

## Delavrinningsområde
Kvarnsjön ingår i det delavrinningsområde (644364-127318) som SMHI kallar för Ovan 644213-127151. Medelhöjden är 88 meter över havet och ytan är 19,14 kvadratkilometer. Det finns inga avrinningsområden uppströms utan avrinningsområdet är högsta punkten. Avrinningsområdets utflöde Anråse å (Lerån) mynnar i havet. Avrinningsområdet består mestadels av skog (59 procent) och jordbruk (25 procent). Avrinningsområdet har 0,41 kvadratkilometer vattenytor vilket ger det en sjöprocent på 2,1 procent.